# Apamea sicula
Apamea sicula là một loài bướm đêm trong họ Noctuidae.